# Judo-Europameisterschaften 2023
Die Judo-Europameisterschaften 2023 fanden vom 3. November bis zum 5. November 2023 in der Sud de France Arena in Montpellier, Frankreich, statt. Insgesamt nahmen 386 Athleten aus 46 Ländern an der Veranstaltung teil. In 14 Gewichtsklassen (je 7 für Männer und Frauen) wurden Medaillen vergeben. Alina Böhm, Shirine Boukli, Romane Dicko, Marie-Ève Gahié und Hidayət Heydərov konnten ihre Titel aus dem Vorjahr verteidigen.
Im Gegensatz zum Vorjahr durften russische Judoka starten, allerdings nur als Neutrale.

## Ergebnisse

### Männer
| Gewichtsklasse | Gold               | Silber              | Bronze                                     |
| -------------- | ------------------ | ------------------- | ------------------------------------------ |
| – 60 kg        | Luka Mkheidze      | Dilschot Chalmatow  | Francisco Garrigós Romain Valadier Picard  |
| – 66 kg        | Denis Vieru        | David García        | Walide Khyar Bohdan Jadow                  |
| – 73 kg        | Hidayət Heydərov   | Salvador Cases      | Petru Pelivan Akil Gjakova                 |
| – 81 kg        | Vedat Albayrak     | Tato Grigalaschwili | Alpha Oumar Djalo Dominic Ressel           |
| – 90 kg        | Nemanja Majdov     | Lascha Bekauri      | Mihael Zgank Krisztián Tóth                |
| – 100 kg       | Zelym Kotsoiev     | Ilia Sulamanidse    | Nikoloz Sherazadishvili Matvey Kanikovskiy |
| + 100 kg       | Martti Puumalainen | Guram Tuschischwili | Valeriy Endovitskiy Jelle Snippe           |

### Frauen
| Gewichtsklasse | Gold               | Silber           | Bronze                            |
| -------------- | ------------------ | ---------------- | --------------------------------- |
| – 48 kg        | Shirine Boukli     | Catarina Costa   | Laura Martínez Sabina Giliazowa   |
| – 52 kg        | Amandine Buchard   | Distria Krasniqi | Mascha Ballhaus Chelsie Giles     |
| – 57 kg        | Daria Meschetskaia | Marica Perišić   | Nora Gjakova Sarah Léonie Cysique |
| – 63 kg        | Andreja Leški      | Gili Sharir      | Angelika Szymańska Laura Fazliu   |
| – 70 kg        | Marie-Ève Gahié    | Madina Taimasova | Barbara Matić Sanne van Dijke     |
| – 78 kg        | Alina Böhm         | Alice Bellandi   | Patricia Sampaio Inbar Lanir      |
| + 78 kg        | Romane Dicko       | Raz Hershko      | Asya Tavano Marit Kamps           |

## Medaillenspiegel
| Rang   | Land                   | Gold | Silber | Bronze | Gesamt |
| ------ | ---------------------- | ---- | ------ | ------ | ------ |
| 1      | Frankreich             | 5    | 0      | 4      | 9      |
| 2      | Aserbaidschan          | 2    | 0      | 0      | 2      |
| a.K.   | Neutrale Athleten      | 1    | 1      | 3      | 5      |
| 3      | Serbien                | 1    | 1      | 0      | 2      |
| 4      | Deutschland            | 1    | 0      | 2      | 3      |
| 5      | Moldau                 | 1    | 0      | 1      | 2      |
| 5      | Türkei                 | 1    | 0      | 1      | 2      |
| 7      | Finnland               | 1    | 0      | 0      | 1      |
| 7      | Slowenien              | 1    | 0      | 0      | 1      |
| 9      | Georgien               | 0    | 4      | 0      | 4      |
| 10     | Spanien                | 0    | 2      | 3      | 5      |
| 11     | Israel                 | 0    | 2      | 1      | 3      |
| 12     | Kosovo                 | 0    | 1      | 3      | 4      |
| 13     | Italien                | 0    | 1      | 1      | 2      |
| 13     | Portugal               | 0    | 1      | 1      | 2      |
| 13     | Ukraine                | 0    | 1      | 1      | 2      |
| 16     | Niederlande            | 0    | 0      | 3      | 3      |
| 17     | Kroatien               | 0    | 0      | 1      | 1      |
| 17     | Polen                  | 0    | 0      | 1      | 1      |
| 17     | Ungarn                 | 0    | 0      | 1      | 1      |
| 17     | Vereinigtes Königreich | 0    | 0      | 1      | 1      |
| Gesamt | Gesamt                 | 14   | 14     | 28     | 56     |